# エロイーザ・チアンニ
エロイーザ・チアンニ（Eloisa Cianni、1932年6月21日 - 2022年5月27日）は、イタリアの女優・モデル。ミス・イタリア1952およびミス・ヨーロッパ1953として知られる。

## 経歴
1932年6月21日、ローマに生まれる。出生名Aloisa。母Ida Della Fornaceは未婚でアロイサを生む。後にポーランド人である継父の姓Stukinを名乗る。
1952年9月21日、トレンティーノ＝アルト・アディジェ州ボルツァーノ自治県メラーノで開催されたミス・イタリア1952（Miss Italia 1952）で優勝。
1953年9月9日、イスタンブールで開催されたミス・ヨーロッパ1953（Miss Europe 1953）で優勝（フランスのシルヴィアン・カルパンティエとイングランドのMarlene Deeが同点で準優勝）。当時、ミス・イタリアでは外国の姓と名を持つ出場者は認められていなかったため、彼女は姓をチアンニに変更し、名のアロイサをイタリア語のエロイーザに変換する必要があった。その美貌に着目され、1953年、Villa Borghese（Gianni Franciolini監督）のミスコンのシーンに出演する助演女優に抜擢される。
1955年にはRacconti romaniに出演し、またヴィーナスのサインでスターダムにのし上がる。主として助演女優として活動するが、1958年には彼女にとっての代表作Amore e guaiでマルチェロ・マストロヤンニとともに主演を務める。1959年、Adorabili e bugiardeでも主要な役を演じる。その後（30歳になる前）映画業界より引退。
デザイナーのヴィンチェンツォ・フェルディナンディ（Vincenzo Ferdinandi）は多くのセレブ（伊: jet set）たちの服を仕立てたが、彼の服を着用したセレブにはエロイーザも含まれていた。
2016年現在、ローマに居住。画廊（伊: show-room）を経営し、自身も絵画を制作する。娘が一人いる。
2022年5月27日、ラツィオ州ローマ県モルルーポで死去。

## フィルモグラフィー
タイトル（監督, 公開）
- Villa Borghese（Gianni Franciolini, 1953）
- Peppino e la vecchia signora（Piero Ballerini, 1954)
- Racconti romani（Gianni Franciolini, 1955）
- ヴィーナスのサイン（ディーノ・リージ, 1955）
- La porta dei sogni（Angelo D'Alessandro, 1955）
- Processo all'amore（Enzo Liberti, 1955）
- Sangue di zingara（Maria Basaglia, 1956）
- Accadde di notte（Gian Paolo Callegari, 1956）
- Ho amato una diva（Luigi De Marchi, 1957）
- Amore a prima vista（フランコ・ロッシ, 1958）
- Adorabili e bugiarde（ヌンチオ・マラソンマ, 1959）
- Amore e guai...（Angelo Dorigo, 1958）
- Sergente d'ispezione（Roberto Savarese, 1958）
- Il pirata dello sparviero nero（Sergio Grieco, 1958）
- Le magnifiche 7（Marino Girolami, 1961）

（）